# Hjalmar Mellander
Hjalmar Mellander (Hjalmar Stefanus Mellander; * 14. Dezember 1880 in Årstad, Gemeinde Falkenberg; † 3. Oktober 1919 auf der Isle of Man) war ein schwedischer Leichtathlet.
Er wurde bei den Olympischen Zwischenspielen 1906 in Athen Olympiasieger im Fünfkampf. Er gewann mit 24 Punkten (damals wurden die Punkte für Platzierungen in den Einzeldisziplinen addiert).
Im Weitsprung wurde er 1906 mit 6,585 Meter Vierter. Ebenfalls Vierter wurde er im Speerwurf mit 44,30 Meter.